# 麦金塔操作系统
麦金塔操作系统（英語：Macintosh operating systems）是苹果公司自1984年以来为麦金塔（Mac）系列电脑开发的操作系统。1984年，苹果公司发布了最初的麦金塔系统软件，推出了现在被称为Classic Mac OS的操作系统。该系统在1996年被重新命名为“Mac OS”；2001 年，更名为“Mac OS X”；2012更名为“OS X”；2016年更名为“macOS”。
Mac OS X是在1997年至2001年苹果收购NeXT之后开发的，采用了基于UNIX的NeXTSTEP的全新架构，克服了Classic Mac OS所面临的许多技术挑战。
目前Mac的操作系统是macOS，预装在每台Mac电脑上，每年更新一次。

## Classic Mac OS
Classic Mac OS所指的是蘋果公司從1984年至2001年間為麥金塔系列電腦所開發的一系列作業系統，始於System 1，終結于Mac OS 9。麥金塔作業系統因圖形使用者介面（GUI）概念的普及而受到讚譽。在其開發時代所售出的每部麥金塔電腦中預裝了最新的系統，對系統軟件進行了許多更新。麥金塔的普及對 GUI 起了很大作用，而Mac OS幾乎被預載於所有麥金塔電腦上，早期該系統同時在蘋果零售店和線上零售店進行單獨售賣。

### 版本
Classic Mac OS共有9个版本。

Mac OS 7.6开机标志

- Macintosh System Software – "System 1"，1984年发布
- System Software 2，3，and 4 – 1985-1987年发布
- System Software 5 – 1987年发布
- System Software 6 – 1988年发布
- System 7 / Mac OS 7.6 – 1991年发布
- Mac OS 8 – 1997年发布
- Mac OS 9 – 1999年发布

## Mac OS X/OS X/macOS
macOS（2011年及之前称 Mac OS X，2012年至2015年称 OS X）是蘋果公司推出的基于图形用户界面操作系统，為 麥金塔（Macintosh，简称 Mac）系列电脑的主操作系统。StatCounter在2018年8月的数据表示，在桌面操作系统中，macOS的使用份额为12.65%，次于Windows的82.51%位居第二。
macOS是 1999 年发行的 Classic Mac OS 最终版本 Mac OS 9 的后继者。1999 年发布 macOS Server 的首个版本 Mac OS X Server 1.0，桌面版 Mac OS X 10.0「Cheetah」于 2001 年 3 月 24 日发布。2012 年苹果将 Mac OS X 更名为 OS X，第一个使用此命名的系统为「OS X Mountain Lion」。以前版本的 macOS 以大型猫科动物命名，例如 Mac OS X v10.8 被称为「Mountain Lion」，但随着 2013 年 6 月 OS X Mavericks 的公布，命名开始采用加州地标。2016 年 6 月，苹果公司宣布 OS X 更名为macOS，以便与苹果其他操作系统 iOS、watchOS 和 tvOS 保持统一的命名风格。最新版本 macOS Big Sur 已于 2020 年 6 月 23 日发布。

### 版本
该系统的第一个桌面版本于2001年3月24日发布。自2011年起，每年都有新版本发布。
- Mac OS X 10.0 – code name "Cheetah"，2001年3月24日向大众开放
- Mac OS X 10.1 – code name "Puma"，2001年9月25日向大众开放
- Mac OS X 10.2 – also marketed as "Jaguar"，2002年8月23日向大众开放
- Mac OS X Panther – version 10.3，2003年10月24日向大众开放
- Mac OS X Tiger – version 10.4，2005年4月29日向大众开放
- Mac OS X Leopard – version 10.5，2007年10月26日向大众开放
- Mac OS X Snow Leopard – version 10.6，2009年6月8日向大众开放
- Mac OS X Lion – version 10.7，2011年7月20日向大众开放
- OS X Mountain Lion – version 10.8，2012年7月25日向大众开放
- OS X Mavericks – version 10.9，2013年10月22日向大众开放
- OS X Yosemite – version 10.10，2014年10月16日向大众开放
- OS X El Capitan – version 10.11，2015年9月30日向大众开放
- macOS Sierra – version 10.12，2016年9月20日向大众开放
- macOS High Sierra – version 10.13，2017年9月25日向大众开放
- macOS Mojave – version 10.14，2018年9月24日向大众开放
- macOS Catalina – version 10.15，2019年10月7日向大众开放
- macOS Big Sur - version 11，2020年11月12日向大众开放
- macOS Monterey - version 12
- macOS Ventura - version 13
- macOS Sonoma - version 14，2023年9月27日向大众开放
- macOS Sequoia - version 15，2024年9月16日向大众开放